# De maagd met engelen
De maagd met engelen (Frans: La Vierge aux anges), ook bekend als Regina Angelorum, is een schilderij van William Bouguereau uit 1900. Sinds 1983 maakt het deel uit van de collectie van het Petit Palais in Parijs.

## Voorstelling
Het schilderij is een voorstelling van Maria die het kind Jezus in haar armen houdt. Ze wordt omringd door engelen met vrijwel identieke vrouwelijke gelaatstrekken die allemaal naar het tweetal kijken. De twee engelen op de voorgrond knielen en houden wierookvaten vast. Het kind Jezus heft zijn armen op en maakt een zegenend gebaar. Zijn blik is naar de toeschouwer gericht, terwijl Maria haar ogen neergeslagen heeft. De kroon om haar hoofd heeft twaalf sterren, waarvan er negen zichtbaar zijn. 
Op dit zeer lichte schilderij voeren witte en gouden kleuren de boventoon. Alleen de zwarte en paarse stof van Maria’s kleding vormt een contrast.
Bouguereau werkte gedurende zijn hele loopbaan in de stijl van de academie, ook al hadden andere stromingen zoals het impressionisme al lang vaste voet aan de grond gekregen. Op dit schilderij, dat ontworpen is als altaarstuk, toont hij zijn bewondering voor de Italiaanse kunst. Zo gaat de iconografie terug op werken van Cimabue en Duccio en verwijst de versiering van de troon met gekleurde stenen naar de mozaïekkunst van Ravenna. De schilder liet zich daarnaast inspireren door de grote meesters van de Italiaanse renaissance, hoewel zijn voorstelling sentimenteler is dan bij zijn voorbeelden het geval is.
Het schilderij werd tentoongesteld op de wereldtentoonstelling van 1900 in Parijs. Het is een exemplarisch voorbeeld van de religieuze, academische kunst die daar te zien was. Sinds die tijd is de waardering voor het werk afgenomen.